# Partit Comunista del Nepal (Pushpa Lal)
Partit Comunista del Nepal (Pushpa Lal) fou un partit polític del Nepal.
Fou una escissió del Partit Comunista del Nepal. El partit fou fundat el 1968 per l'antic líder Pushpa Lal. El 1971 va patir una escissió, els membres de la qual van formar el 1976 l'Organització de Treballadors i Camperols del Nepal, després Partit dels Treballadors i Camperols del Nepal. El mateix 1976 una altra escissió va formar el Mukti Morcha Samuha.
Pushpa Lal va morir el 1978 i el va succeir la seva vídua Sahana Pradhan. El 1987 es va fusionar amb el Partit Comunista del Nepal (Manmohan) i de la unió va sorgir el Partit Comunista del Nepal (Marxista)